# Filip Hjulström
Henning Filip Hjulström, né le 6 octobre 1902 et mort le 26 mars 1982, est un géographe suédois. Hjulström est professeur de géographie à l'université d'Uppsala à partir de 1944, puis de géographie physique à partir de 1949.

## Carrière
La thèse de doctorat de Filip Hjulström, « La rivière Fyris », présente l'une des premières études quantitatives sur les processus géomorphologiques. Il s'agit d'une étude du transport des sédiments et de l'érosion des sols dans la zone de la rivière Fyrisån. L'étude est basée sur un échantillonnage d'eau quotidien dans lesquels la teneur en sédiments en suspension est déterminée. 
Ses étudiants poursuivent et développent ses travaux, réalisant des études quantitatives sur les transports de sédiments (Anders Rapp), le transport fluvial (Åke Sundborg), les dépôts deltaïques (Valter Axelsson) et les processus côtiers (John O. Norrman). Ces chercheurs contribuent à l'émergence de l'École de géographie physique d'Uppsala. 
Hjulström est surtout connu pour avoir créé le diagramme de Hjulström, qui décrit le lien entre la taille des particules sédimentaires et leur comportement dans une rivière (érosion, transport ou sédimentation) selon la vitesse du courant.  

## Famille
Le fils de Hjulström, Lennart Hjulström, devient un acteur suédois et a deux enfants avec Ulla (née Söderdal), Niklas Hjulström et Carin Hjulström, également acteurs. Lennart a également un enfant, Hannah Nyroos, avec son épouse actuelle, Gunilla Nyroos, une actrice.